# Alexis Balthazar Henri Schauenburg
Pour les articles homonymes, voir Schaumbourg.
Alexis Balthazar Henri de Schauenburg, également orthographié Schawembourg, né le 31 juillet 1748 à Hellimer (Moselle) et mort le 1er septembre 1831) à Geudertheim (Bas-Rhin), est un général français ayant servi pendant les guerres de la Révolution et de l'Empire.

## État Civil
Fils de Balthazar de Schauenburg (1718-1788) et de Marie Charlotte du Gaillard (1725-1808).
Il est par sa mère le petit-fils de Claude du Gaillard (1685-1779), comte de Hellimer.

## Biographie
Militaire de carrière, il sert l'armée royale avant la Révolution, se montrant consciencieux, intègre et bon administrateur. Sous-lieutenant le 1er mai 1764, lieutenant 27 septembre 1767, capitaine en second le 2 juin 1777, capitaine commandant le 25 mai 1781 et major le 25 mars 1785. Il est fait Chevalier de Saint-Louis le 1er mars 1786 et lieutenant-colonel le 1er janvier 1791. Colonel commandant le régiment de Nassau le 23 septembre 1791, il est promu maréchal de camp provisoire le 23 novembre 1791. Confirmé dans son grade le 7 septembre 1792, il combat dans l'armée du Rhin, et il est élevé au grade de général de division le 8 mars 1793. 
Arrêté pendant quelques mois durant la Terreur, il est nommé inspecteur général de l'infanterie de l'armée de Rhin-et-Moselle en 1794. Il commande une des armées chargées de l'invasion de la Confédération suisse en janvier 1798. Commandant en chef de l'armée d'Helvétie du 8 mars au 10 décembre 1798, il fut remplacé par le général André Masséna. Il fut également commandant en chef de l'armée à Malte du 10 décembre 1798 au 4 septembre 1800. Nommé inspecteur général d'infanterie en 1806 sous Napoléon Ier, il se rallie cependant à Louis XVIII en 1814 et il est fait grand officier de la Légion d'honneur le 29 juillet 1814, et commandeur de Saint-Louis le 23 août suivant. Il prend sa retraite le 24 décembre de la même année. 
Il meurt aveugle, dans le château qu'il se fait construire à Geudertheim le 1er septembre 1831.

## Famille
Il est le père de Maximilien Joseph Schauenburg, né le 30 avril 1784 près de l'Église Saint-Étienne de Strasbourg dans le Bas-Rhin de l'Alsace.
Il a un autre fils Pierre Rielle de Schauenbourg (1793-1878).

## Distinctions et hommages
- Légion d'honneur
  - Chevalier de la Légion d'honneur le 11 décembre 1803,
  - Commandeur de la Légion d'honneur le 14 juin 1804,
  - Grand officier de la Légion d'honneur le 29 juillet 1814.
- Baron de l'Empire le 15 août 1810 (décret), 16 décembre 1810 (lettres patentes).

- Son nom est présent sur le pilier sud, 23e colonne de l'Arc de triomphe à Paris ( Orthographié Schawembourg )